# Johan Holm (journalist)
Johan Holm, född 27 december 1959, är en svensk journalist, arkeolog och författare.
1993 var Johan Holm med och startade Tidningen Södermalm som han ägde med Mikael Nestius fram till 2001. 1999 startde de två även Tidningen Östermalm. Johan Holm har också arbetat på Dagens Nyheter och Stockholm City. Som författare har han kommit ut med tre thrillers och en guidebok.
Johan Holm arbetar löpande med ett stort forskningsprojekt om Erik av Pommerns myntning i Stockholm, Västerås och Åbo under början av 1400-talet. Holm arbetar också med arkeologiska undersökningar på framför allt Gotland.
2009 startade Johan Holm företaget Mediagnos tillsammans med journalisten Pelle Ekman. Mediagnos har utvecklat ett analytiskt sätt att bedöma tidningars redaktionella tillstånd.